# 哈佛站
哈佛站（英語：Harvard station）是波士顿地铁红线的一个车站，位于麻薩諸塞州剑桥市内的哈佛广场，地铁站台设于马萨诸塞大道下方。2013年，本站以日均23199人次的客流量成为波士顿地铁客流量第三大的车站，仅次于市中心十字站和波士顿南站。本站同时设有从麻省大道沿哈佛广场、布拉特尔街至奥本山街的巴士隧道，并通过隧道内的公共交通枢纽提供地铁与公共电汽车的接驳。

## 历史

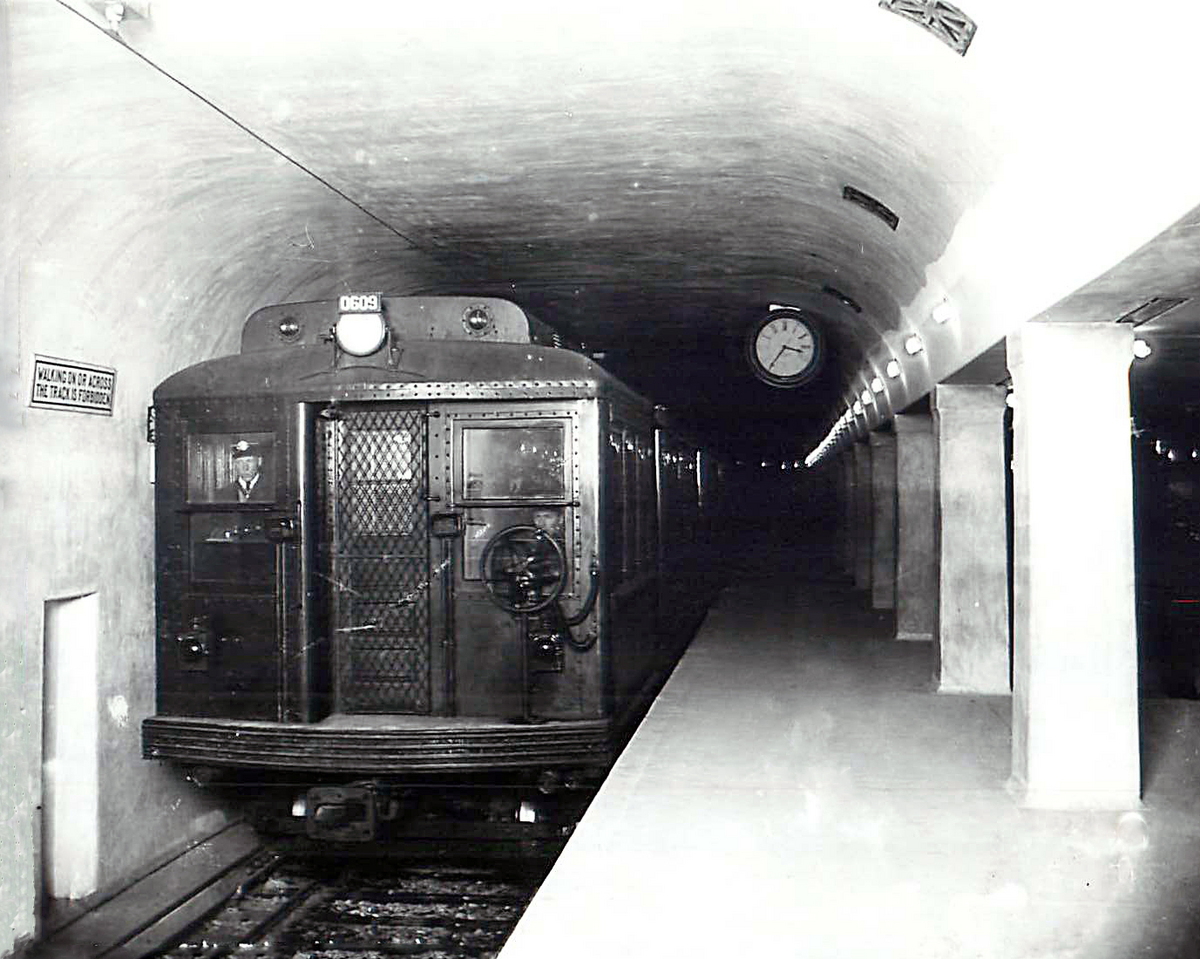
1912年，第一代哈佛站内的列车

哈佛站于1912年3月23日启用，20世纪80年代迁址。1912年建造的第一代站口于1928年被哈佛广场地铁站亭取代，该站亭已列入國家史蹟名錄。
哈佛巴士隧道也于1912年启用，当时供有軌電車使用，现已改用于無軌電車和公共汽車。1938年，大波士顿无轨电车也开始使用有轨电车隧道，有轨电车在隧道内的服务持续到1958年才告停止。1965年，柴油巴士也开始使用这一隧道。

### 曾用车站

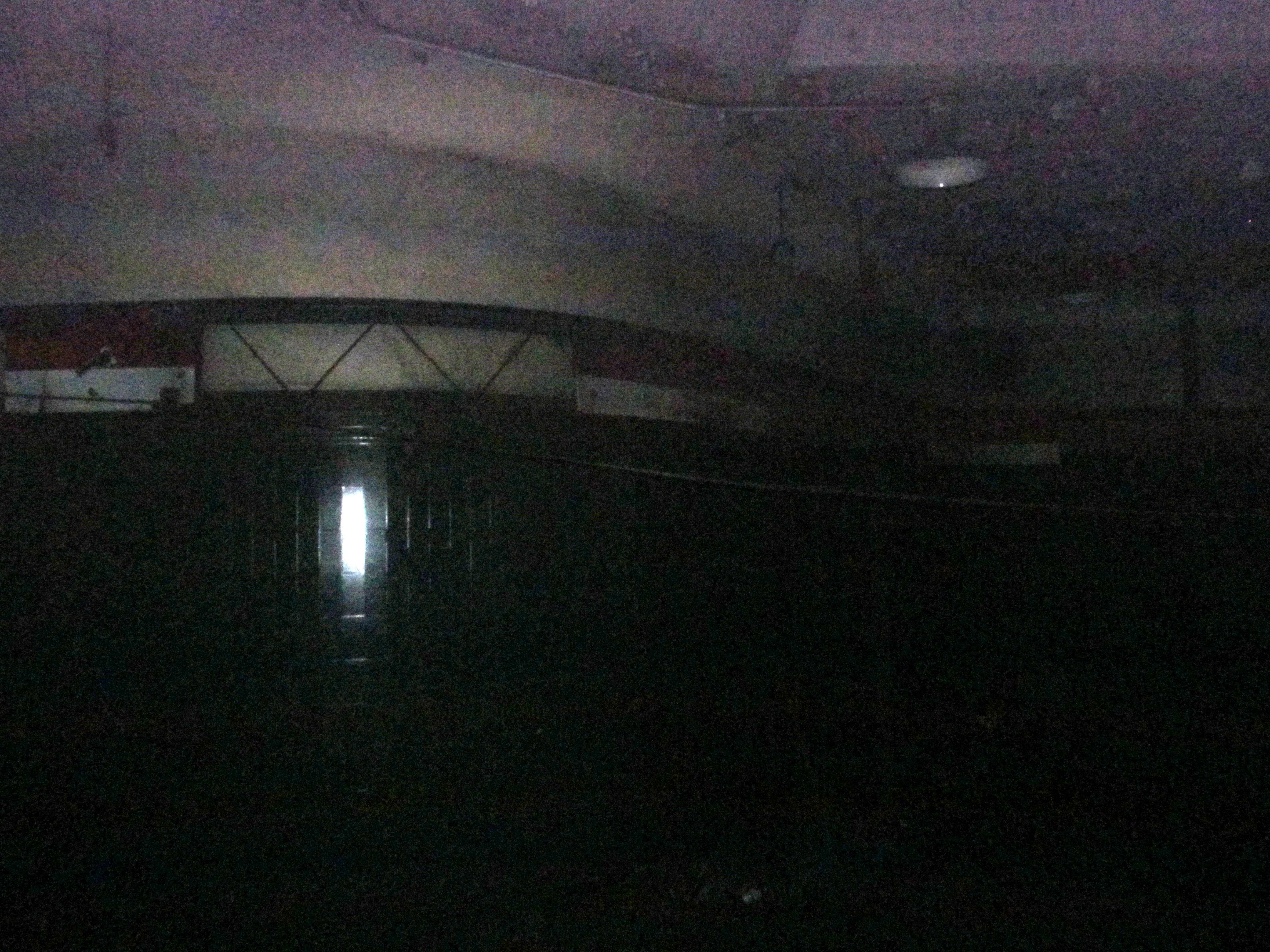
2012年拍摄的老站台（出城方向）

哈佛广场及其周边曾先后出现过五个红线车站。老哈佛站在现有车站的东部，目前仍留有部分遗迹。哈佛巴士隧道的下层与进城方向的老站台弧度几乎相同，并留有纸皮石贴出的站名标。老哈佛站启用于1912年3月23日，1981年1月30日关闭。
通往艾略特街停车场的股道位于哈佛广场和布拉特尔街下方，出地口位于班尼特街南部。目前这一股道的地下隧道仍然留作储存之用，但地上部分已被拆除，仅余一标有“波士顿高架铁路”的石块。艾略特停车场亦于20世纪80年代被拆除，原址现为约翰·F·肯尼迪政府学院及肯尼迪纪念公园。
体育馆站是一个位于艾略特停车场内的地面车站，并非平日使用，且不设闸机，而是只在特定活动（如哈佛大战耶鲁橄榄球比赛）期间开放，且实行有人售检票，站址现为肯尼迪街和纪念路。该站于1912年10月26日（一说12日）启用，有记录的最后一个营运日为1967年11月18日。
因应新站的建设，哈佛一带建立了两个临时站。其中一个临时站是用防腐木建造的哈佛/布拉特尔站，该站在艾略特停车场内的三条股道间设两座岛式站台，1979年3月24日开通，1983年9月1日关闭。该站当时是红线的北端终点。这一临时站已被完全拆除，原址现为肯尼迪政府学院所用。
哈佛/霍利奥克站位于现有哈佛站东侧的霍利奥克街地下，是进城方向的单向车站。尽管只是单向站，这一临时站仍然采用瓷砖墙面，按正式站的标准装修。该站于1981年1月31日开放，使用至1983年9月1日。该站的侧式站台如今在红线进城列车行驶途中仍然可见。

体育馆站与哈佛/布拉特尔站
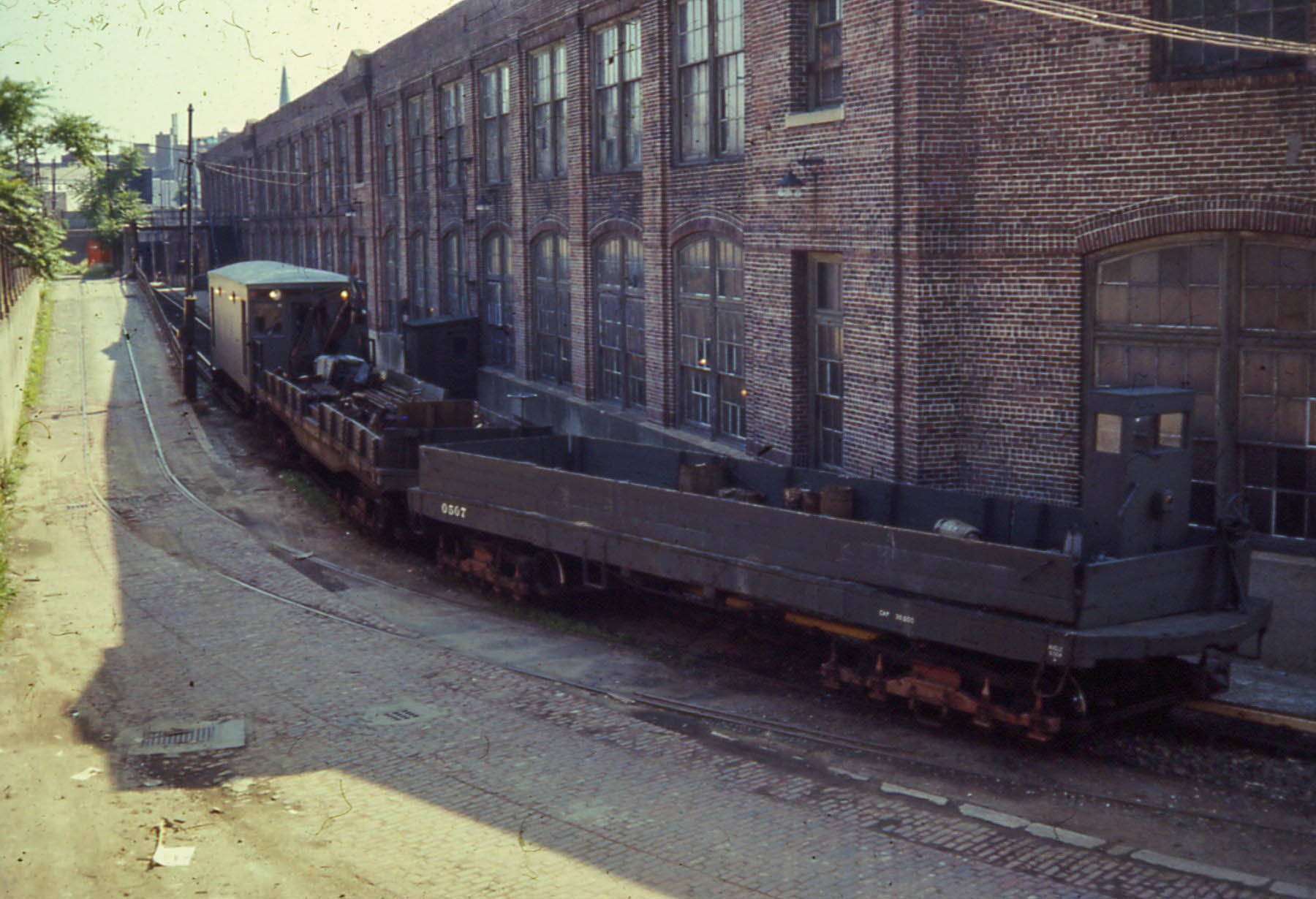
艾略特停车场外围（1967年）
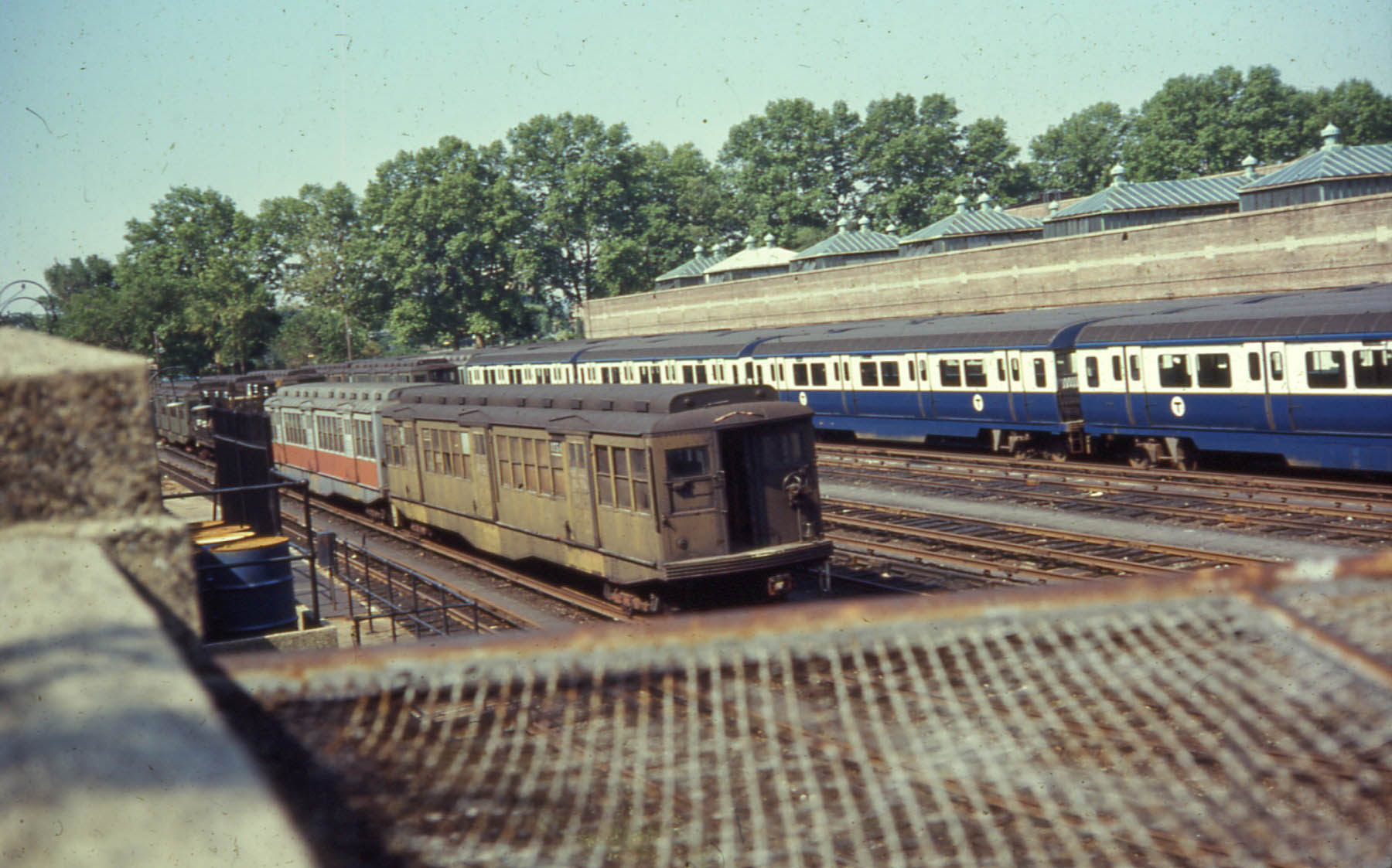
哈佛/布拉特尔站的所在地（1967年）
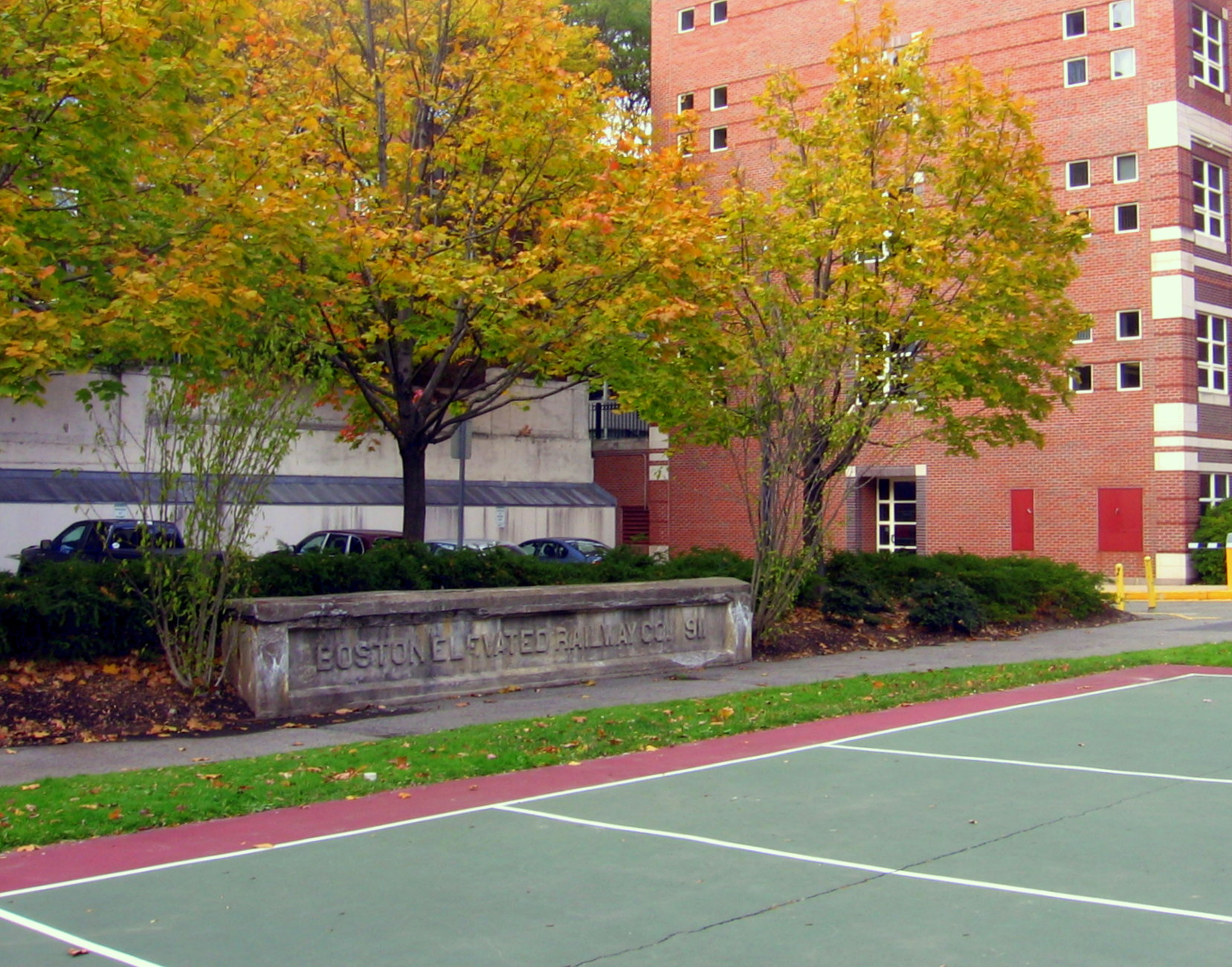
肯尼迪政府学院内的老站纪念碑

### 现有车站

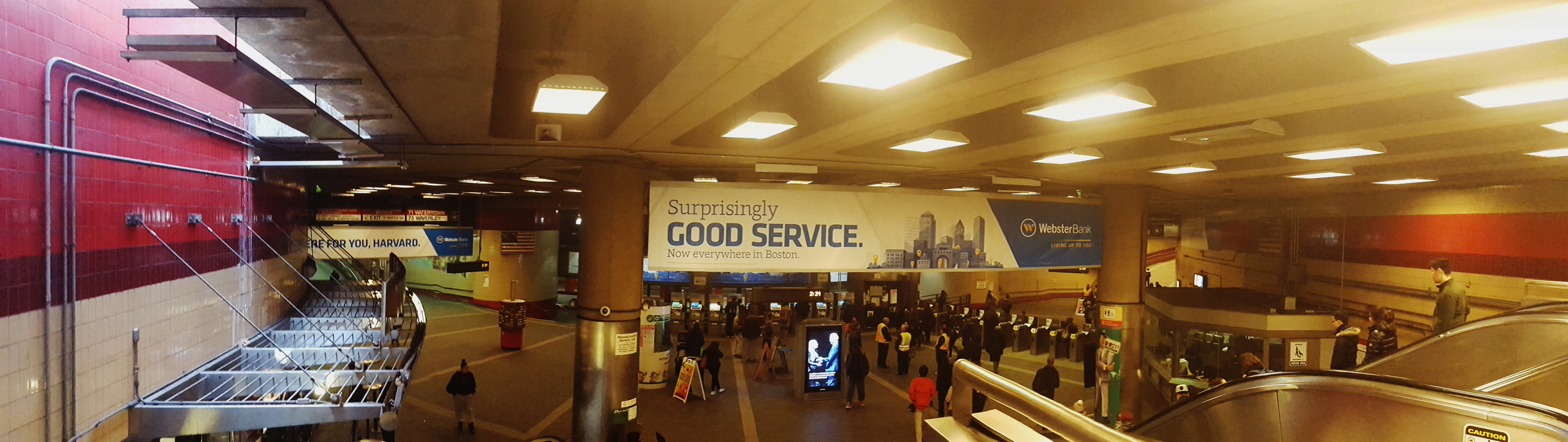
哈佛站中央站厅全景，左侧通往巴士站，右侧为地铁检票闸机

在哈佛站的重建过程中，原有的站亭因规模已不能满足渐增的客流量而移至原址北侧，并改为报亭，南侧新建站口。新站口亦设有升降机。中央站厅的北侧新建一个站厅，并在马萨诸塞大道两侧设有两个出入口。
中央站厅西侧设有通往哈佛巴士隧道乘车区的通道，巴士隧道西侧的布拉特尔广场内设有另一个出入口，该站口设有直梯。
1983年9月6日，重建后的哈佛站重新启用。

### 事故
1982年5月18日，建筑工头约翰·H·“马格西”·凯利在哈佛站的施工中因起重机翻倒而殉职。1985年10月，一块纪念凯利的牌匾在哈佛大学约翰斯顿门附近设立。

## 车站结构

### 车站楼层
哈佛站有分列两层的两条股道，北行（出城）方向股道在上层，南行（进城）方向股道在下层。本站是波士顿地铁采用側式疊式月台的4个车站之一。
由于地铁隧道受马萨诸塞大道的弧度约束，线路在哈佛广场为急弯，列车须低速过弯，并伴有尖锐的轮轨摩擦声。
| G  | 地面               | 出入口                          |
| B1 | 站厅               | 票务服务                        |
| B2 | 出城               | 往灰西鲱（波特）                |
| B2 | 侧式站台，左侧开门 |                                 |
| B3 | 入城               | 往阿什蒙特/布伦特里（中央广场） |
| B3 | 侧式站台，右侧开门 |                                 |

### 哈佛巴士隧道

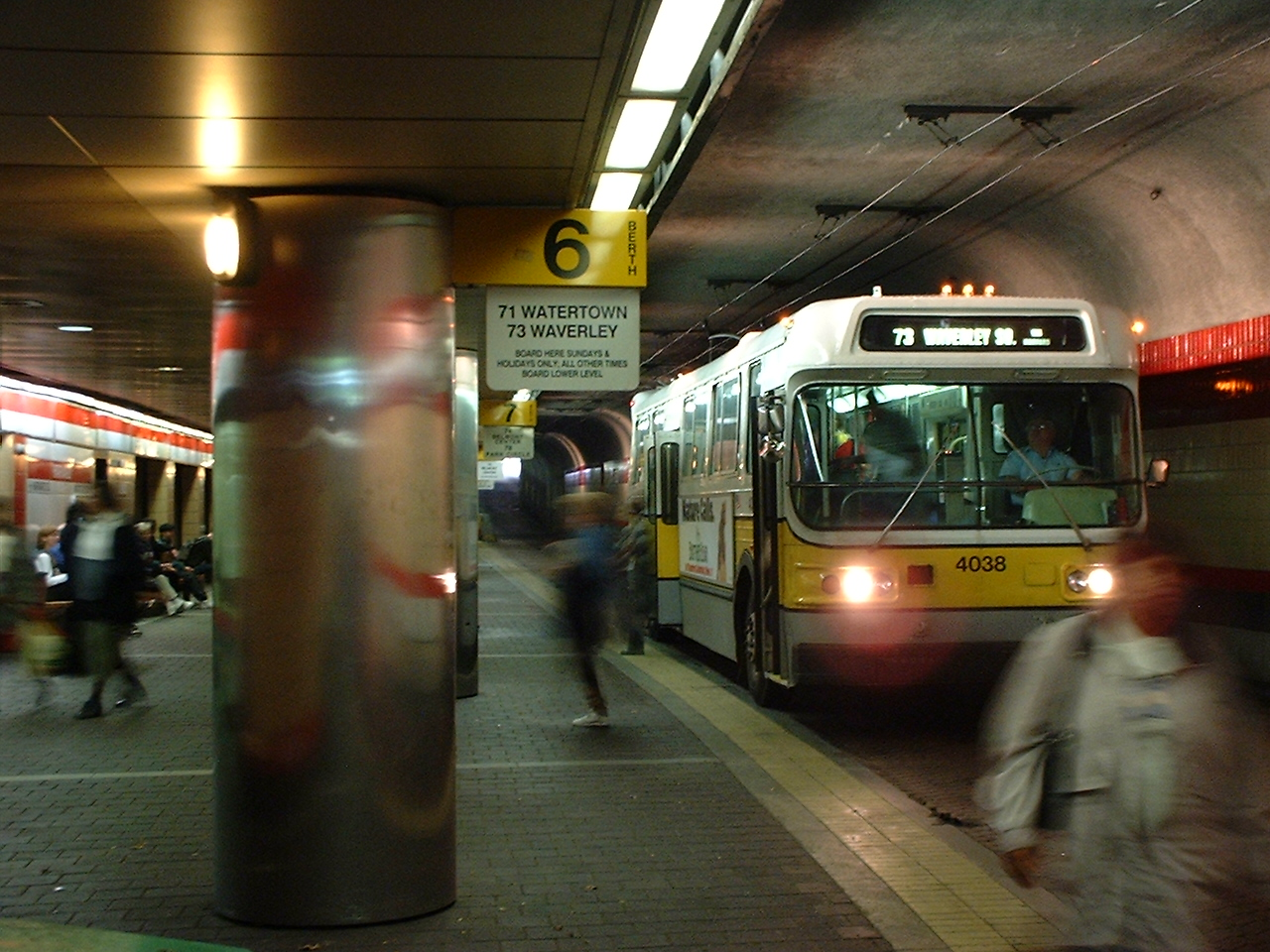
由贝尔蒙驶来的无轨电车在哈佛巴士隧道上层卸客

地铁站台以西为哈佛巴士隧道，乘客可在地下直接转乘公共电汽车，但地铁与巴士间的换乘须经过地铁检票闸机。不同方向的巴士隧道在车站北部和西部共用出入口，站口间长度约400米。隧道从北部的马萨诸塞大道引入，并在哈佛广场地下转向西，通往奥本山街。
巴士隧道同样分为两层，北行站台位于上层。两个隧道均设侧式站台，且站台均位于隧道南面，而巴士大多没有左侧车门，不便于西行班次的旅客乘降。马萨诸塞湾交通局的无轨电车则设有左侧车门，加快了隧道内西行班次的乘降速度。在周末或是客量较低的其他时间，下层隧道关闭，乘客须在上层隧道或站外的地面乘坐电汽车。此外，有部分巴士线路不经由哈佛巴士隧道。
哈佛巴士隧道设有为无轨电车供电的接触网及用于抽去尾气的风扇。由于安全因素，以壓縮天然氣为燃料的巴士及所有非马萨诸塞湾交通局车辆禁止进入隧道。

## 公交换乘
哈佛巴士隧道内：

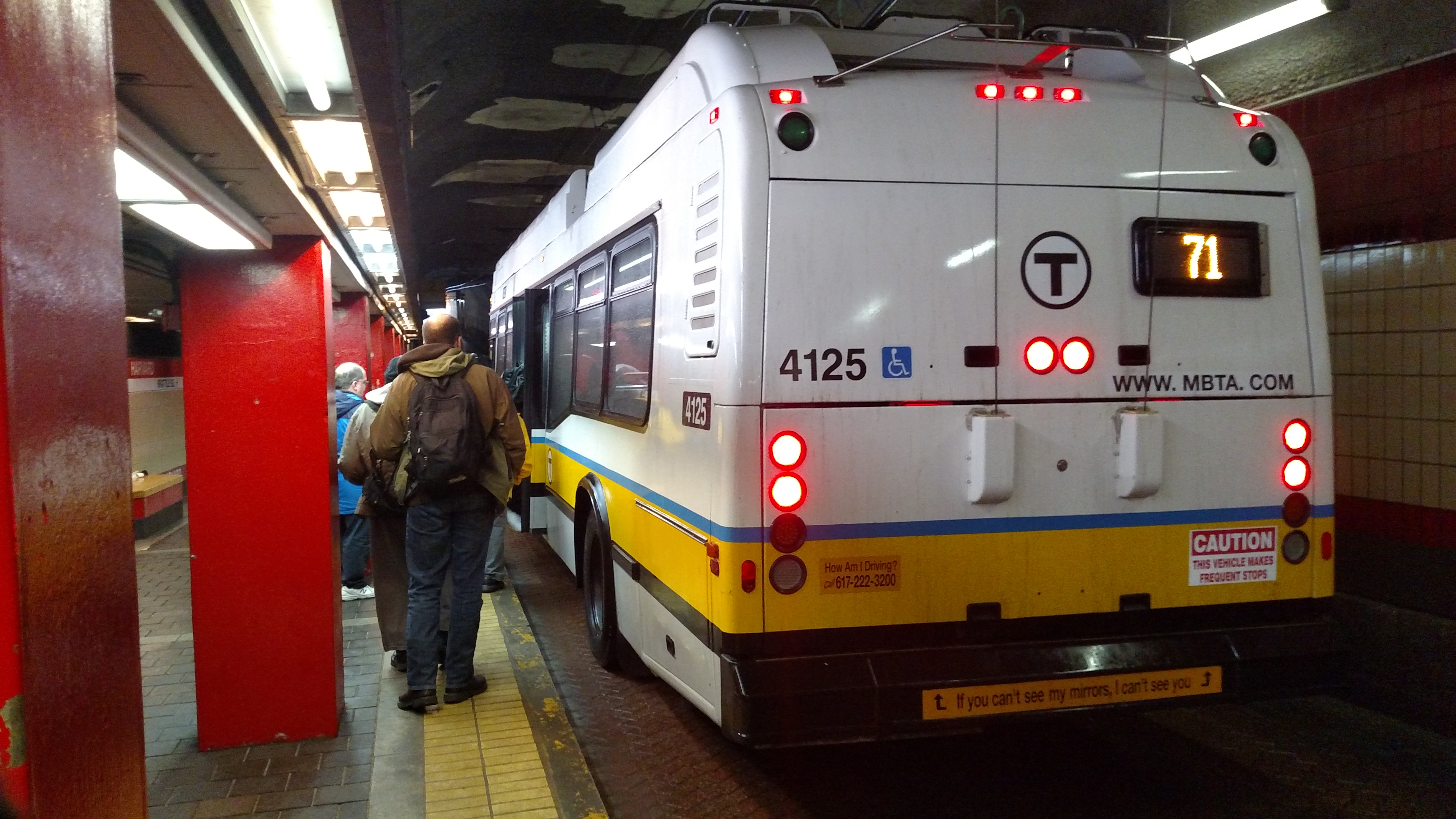
开往沃特敦的無軌電車，车的左侧也可开门

- 71：沃特敦 - 奥本山街 - 哈佛站（下层）
- 72：休伦大道 - 康科特大道 - 哈佛站（上层）
- 73*：韦弗利广场（英语：Waverley (MBTA station)） - Trapelo路 - 哈佛站（下层）
- 74：贝尔蒙特中心站（英语：Belmont Center (MBTA station)） - 康科特大道 - 哈佛站（上层）
- 75：贝尔蒙特中心站（英语：Belmont Center (MBTA station)） - 康科特大道 - 哈佛站（上层）
- 77*：阿灵顿高地 - 马萨诸塞大道（英语：Massachusetts Avenue (Boston)） - 哈佛站（上层）
- 77A：北剑桥车厂（英语：North Cambridge Carhouse） - 哈佛站（上层）
- 78：阿尔蒙特村- 公园环岛 - 哈佛站（上层）
- 86：沙利文广场站 - 哈佛站/约翰斯顿门 - 水库站（克利夫兰环岛站）
- 96：梅德福广场 - 乔治街 - 戴维斯站 - 哈佛站（上层）

地铁站外街边：
- 1*：哈佛/霍利奥克大门 - 马萨诸塞大道（英语：Massachusetts Avenue (Boston)） - 达德利广场站（英语：Dudley (MBTA station)）
- 66*：{哈佛广场 - 奥尔斯顿 - 布鲁克莱恩村站 - 达德利广场站（英语：Dudley (MBTA station)）[8]
- 68：哈佛/霍利奥克大门 - 百老汇大道 - 肯德爾／麻省理工學院站
- 69：哈佛大门 - 剑桥街 - 莱希米尔站
- 86：沙利文广场站 - 哈佛站/约翰斯顿门 - 水库站（克利夫兰环岛站）

*备注：这是15条最繁忙的公交线路，可能会延长夜间服务。

## 图集

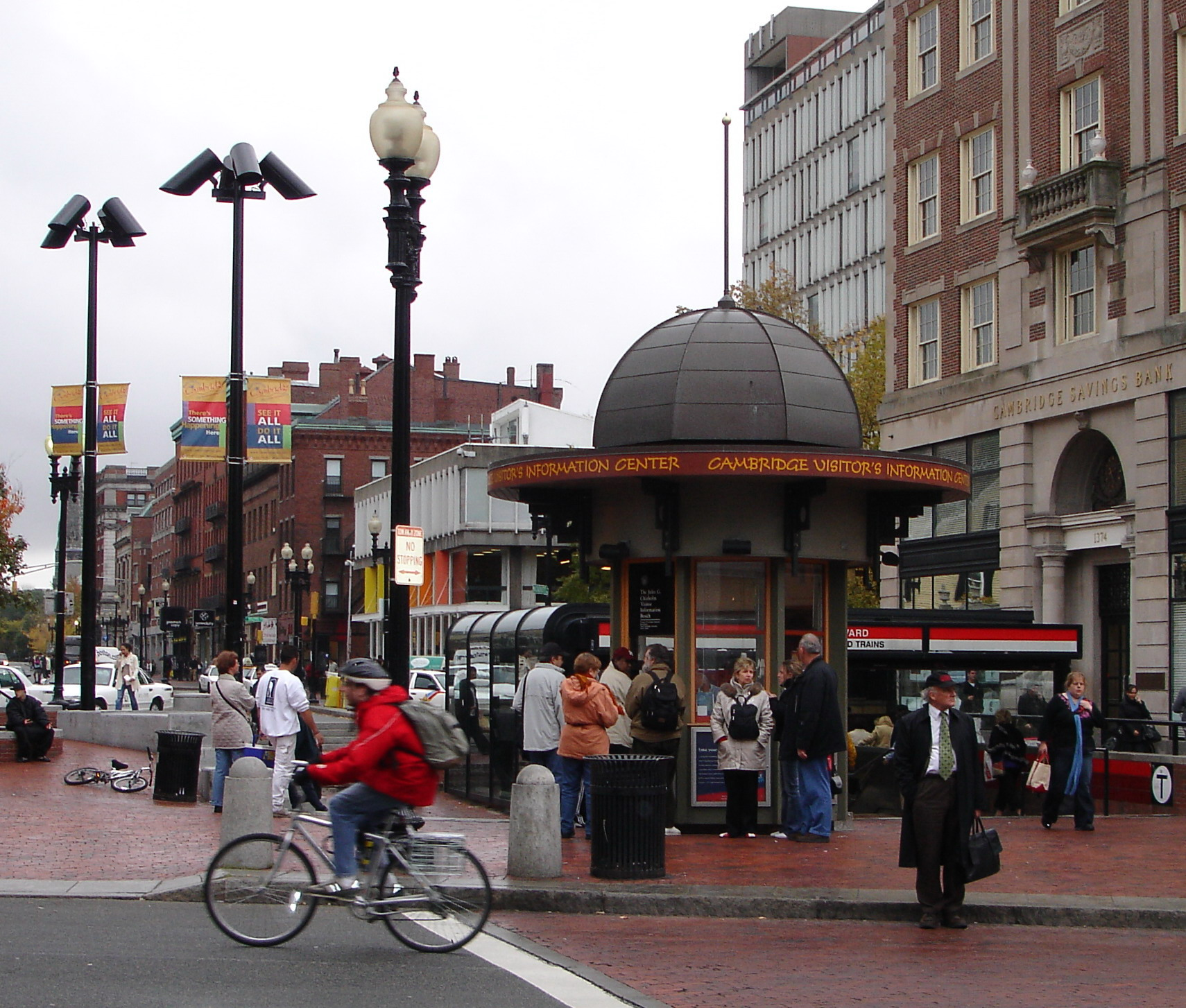
主入口旁的剑桥游客服务中心
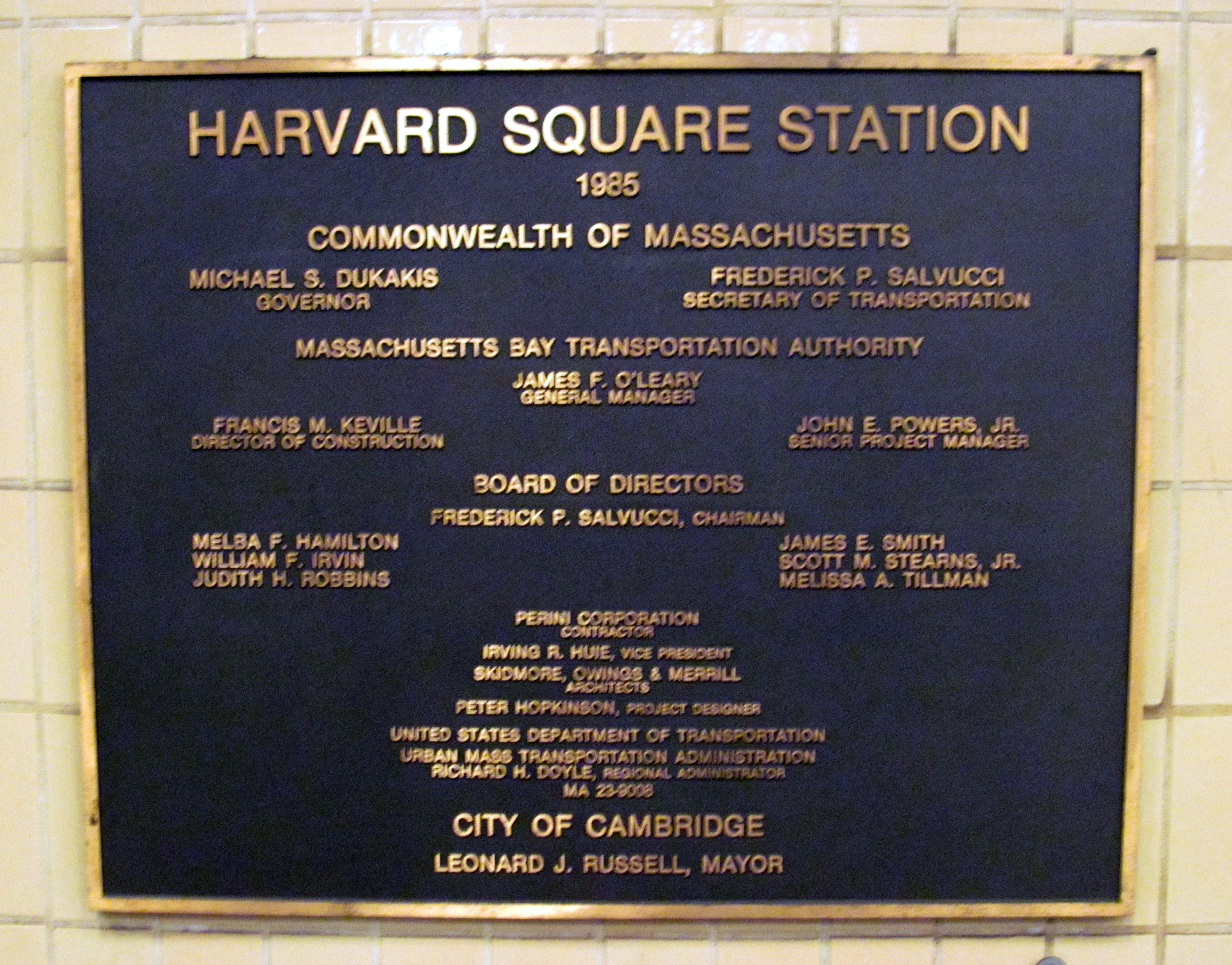
1985年设立的剪彩纪念牌匾
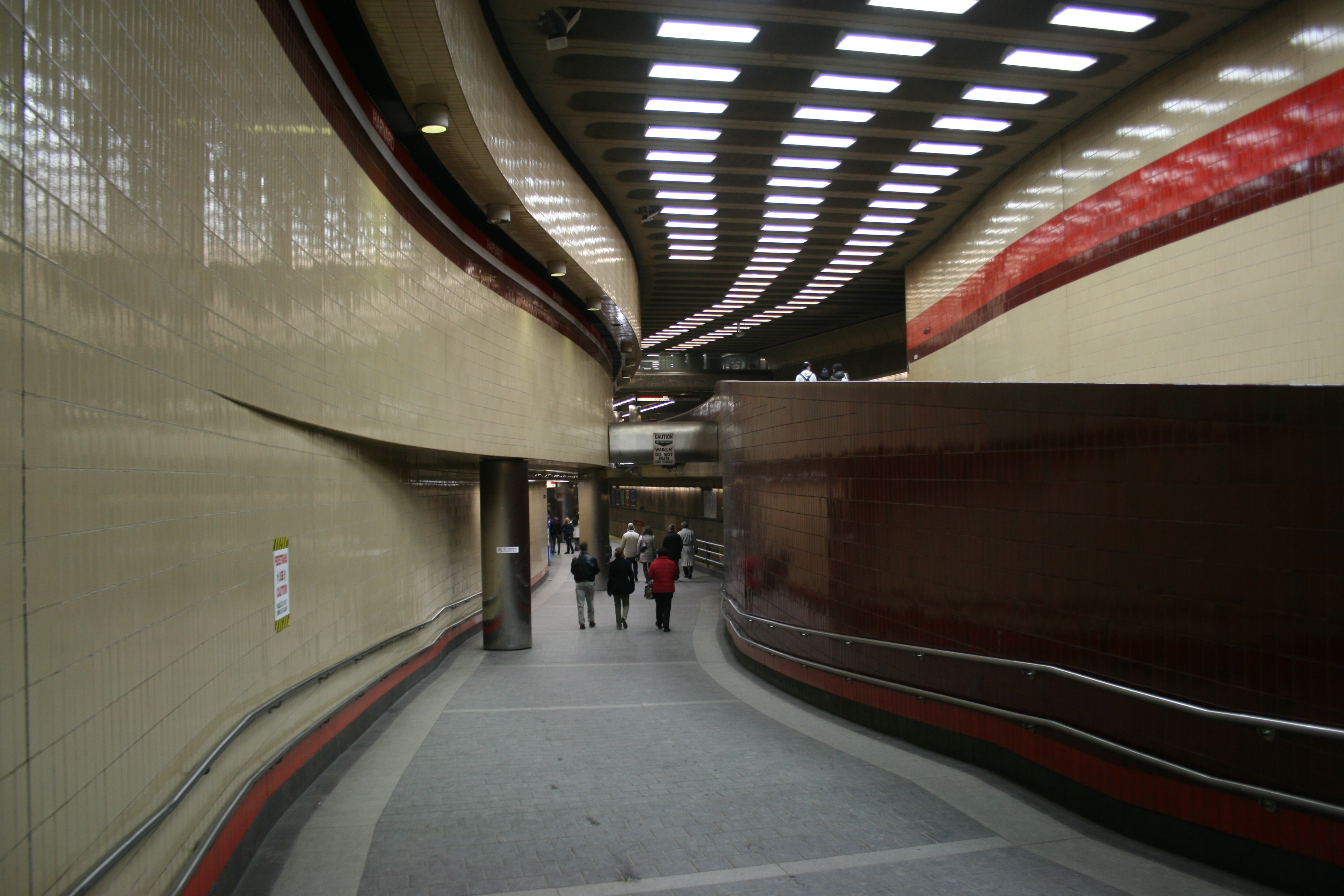
从站厅北望，可见两层站台
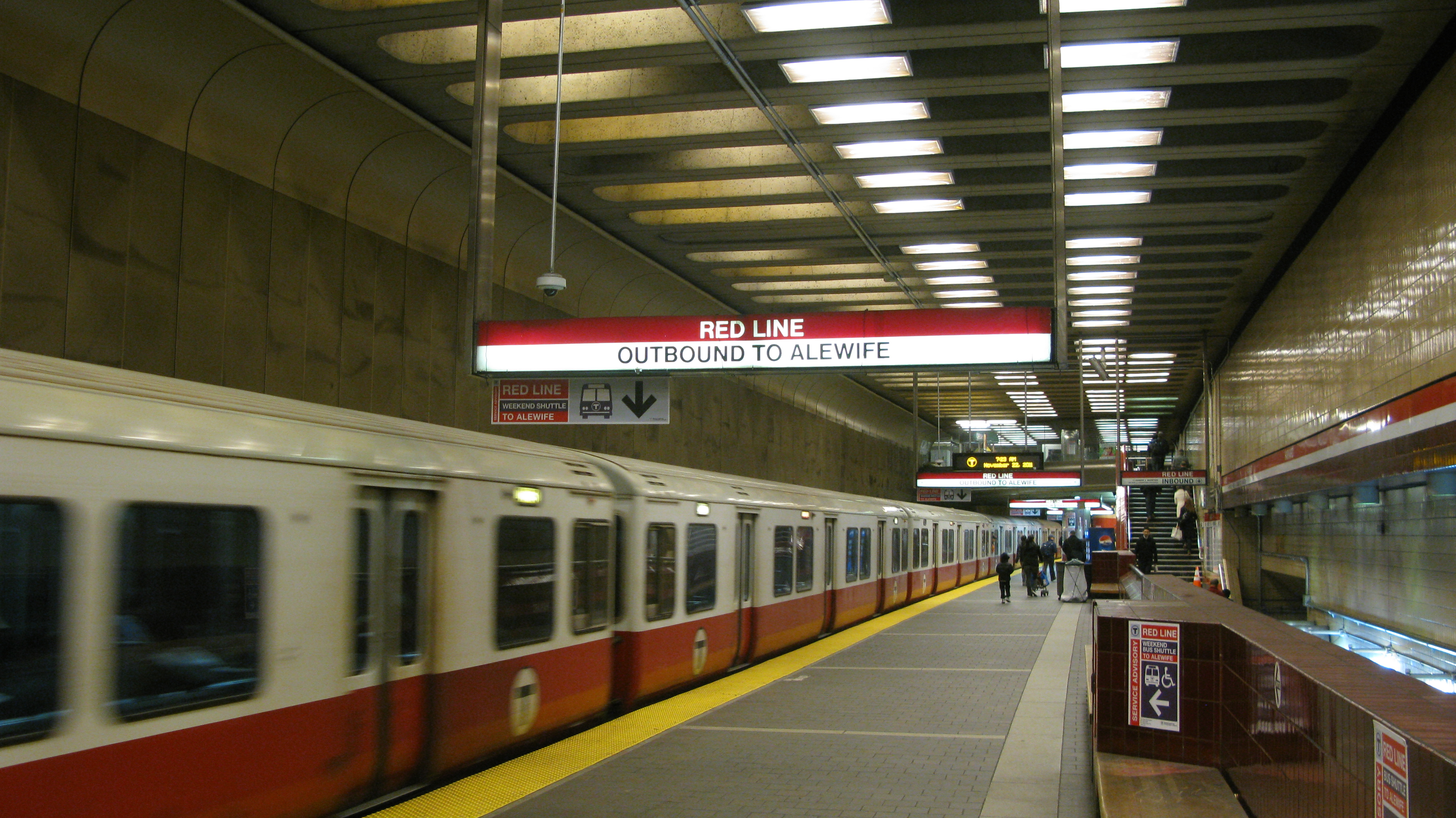
上层（出城）站台
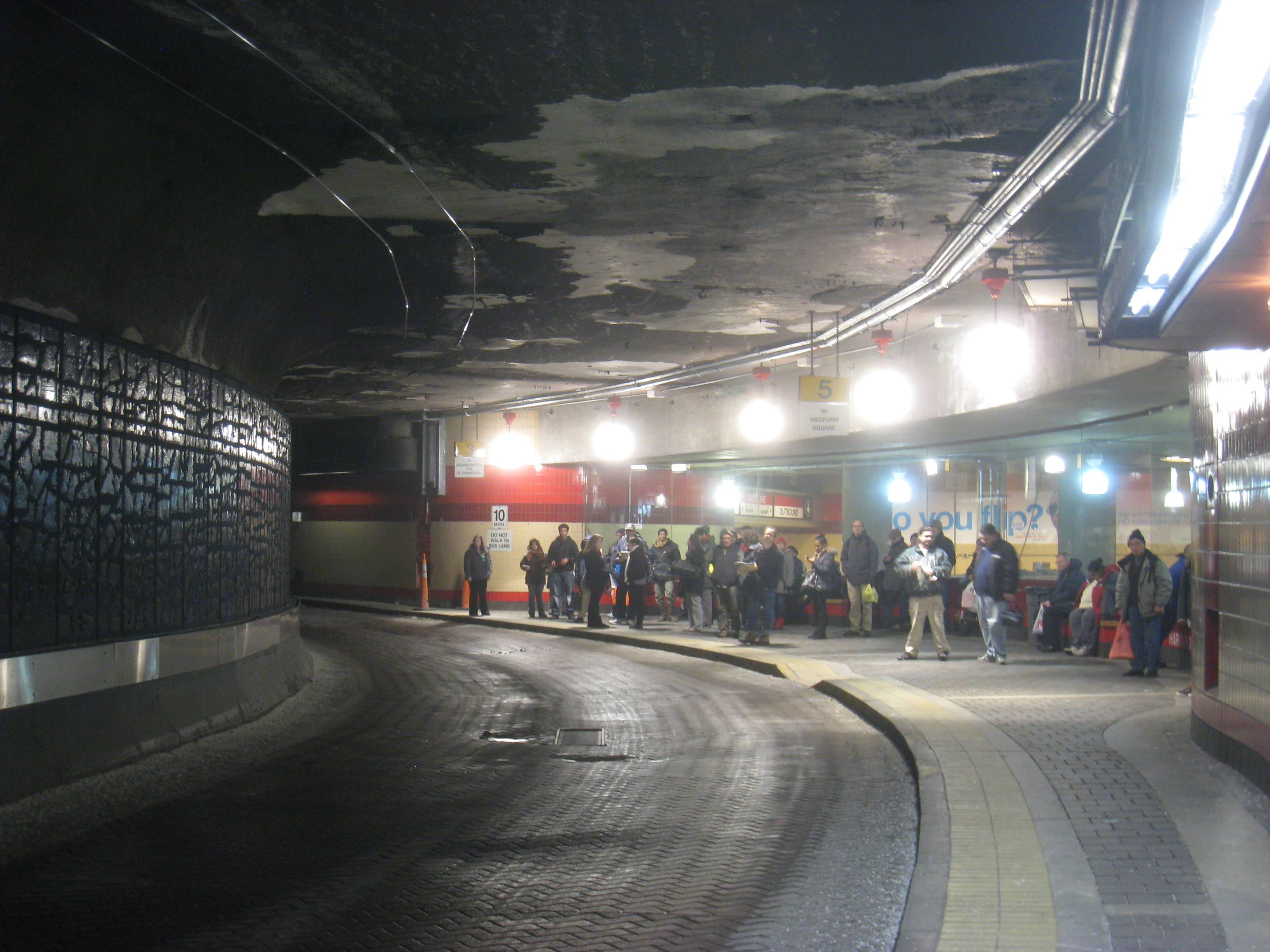
乘客在巴士隧道上层候车，可见中央站厅
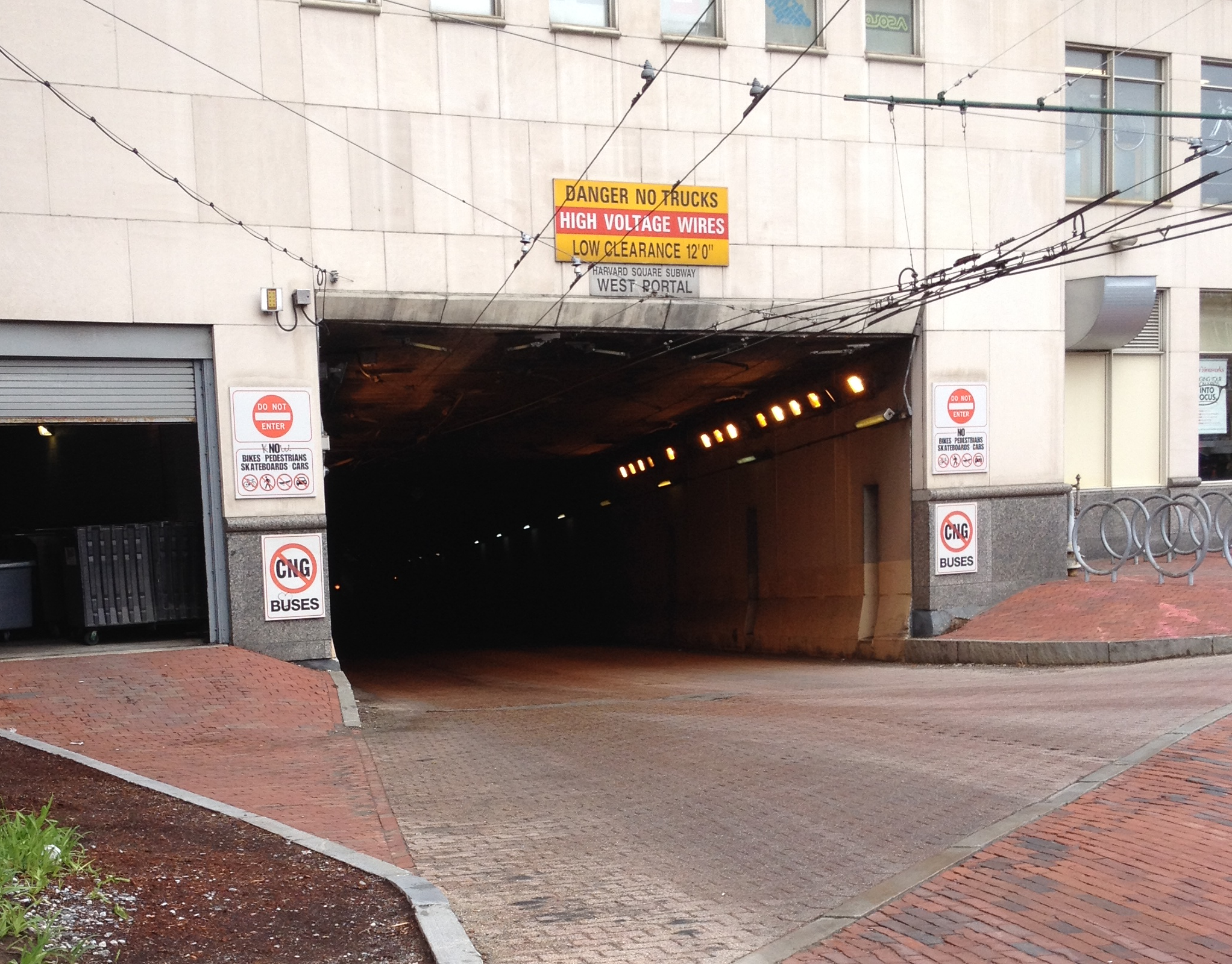
哈佛巴士隧道西口
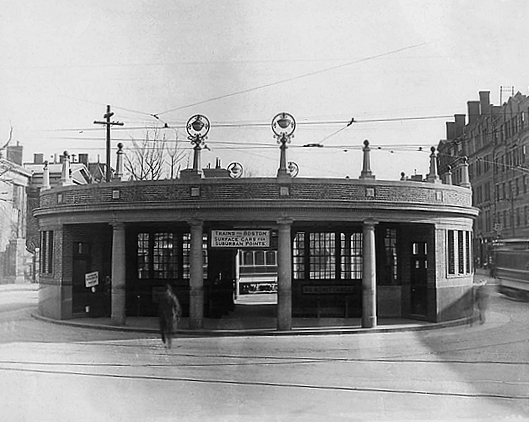
1912年的第一代站亭
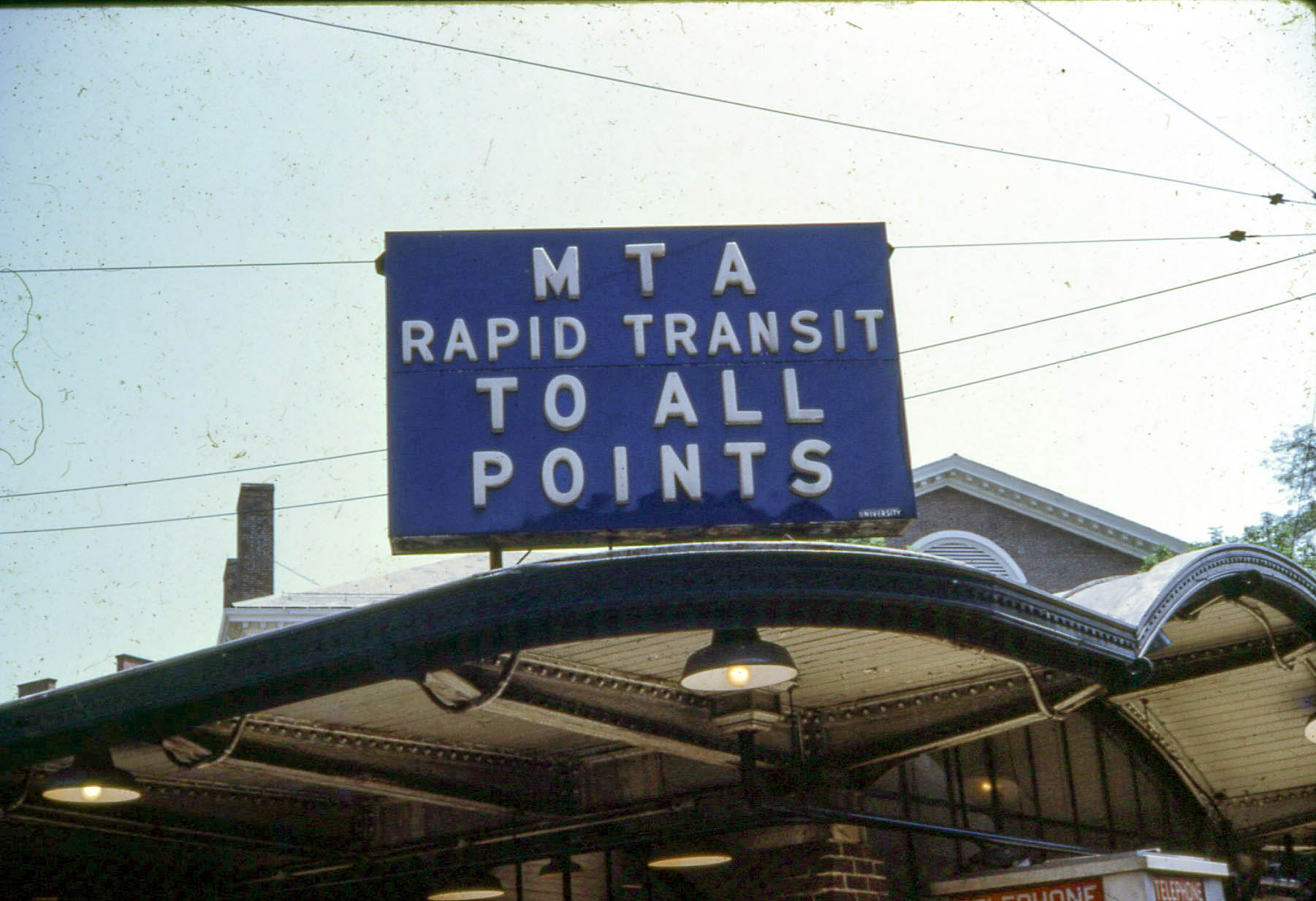
1967年的站亭顶部，该站亭已改为报亭
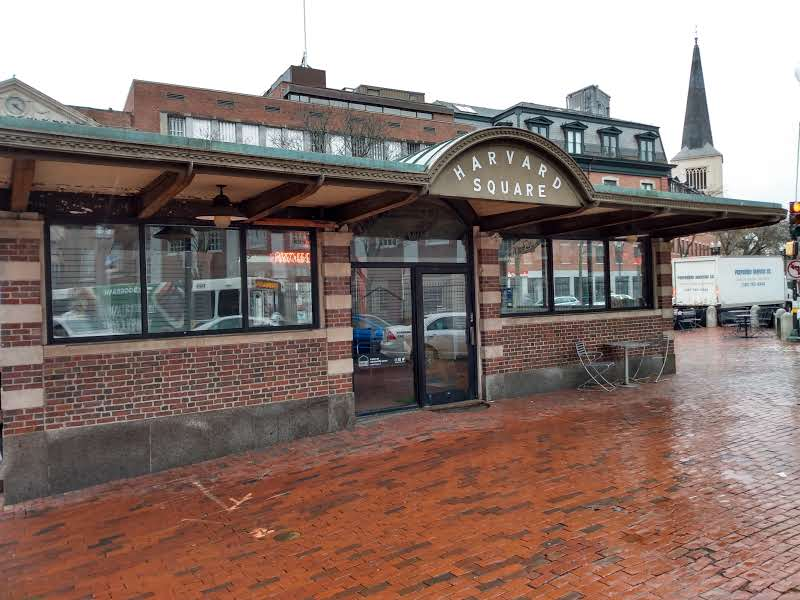
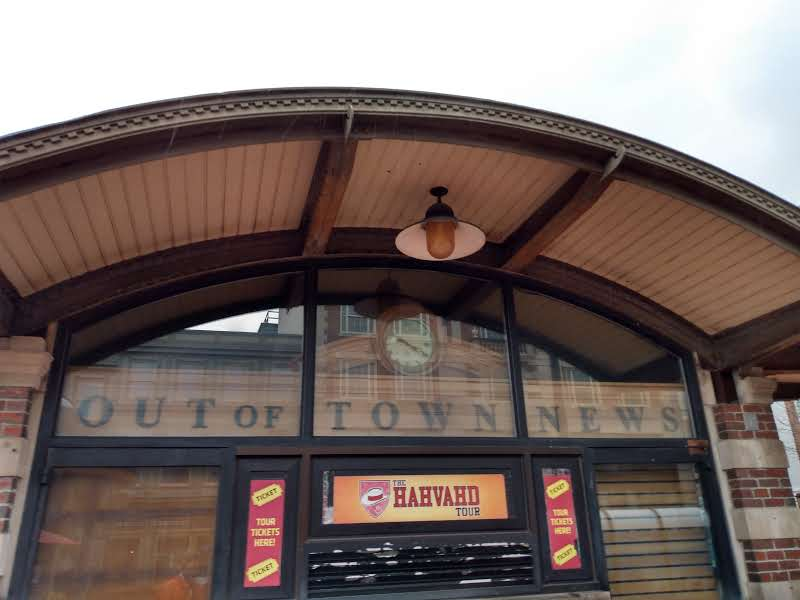